# Wierzę w Boże Miłosierdzie
Wierzę w Boże Miłosierdzie, także Credo in Misericordiam Dei – koncert muzyki chrześcijańskiej, który odbył się podczas 31. Światowych Dni Młodzieży w Brzegach 30 lipca 2016. Wysłuchało go 1,6 mln osób.
Tytuł był odniesieniem do hasła 31. Światowych Dni Młodzieży: Błogosławieni miłosierni, albowiem oni miłosierdzia dostąpią (Mt 5, 7).

## Wydania
Koncert był transmitowany przez Telewizję Polską i katolicką Telewizję Trwam. Jego zapis współorganizatorzy wydali na płytach CD w 2016.

## Koncert
Tematem odczytywanych pomiędzy poszczególnymi piosenkami komentarzy w różnych językach było Credo (nicejsko-konstantynopolitańskie wyznanie wiary). Kierownikiem muzycznym koncertu i dyrygentem był kompozytor Adam Sztaba. Autorami odczytywanych tekstów modlitw byli bp Grzegorz Ryś oraz o. Lech Dorobczyński OFM.

### Utwory i wykonawcy
Większość piosenek wykonana była w języku angielskim:
1. This I Believe
muzyka i tekst: Ben Fielding, Matt Crocker; wykonanie: Krzysztof Iwaneczko
2. Blessed be Your Name
muzyka i tekst: Beth Redman, Matt Redman; wykonanie: s. Cristina Scuccia OSU
3. Indescribable
muzyka i tekst: Jesse Reeves, Laura Story; wykonanie: Anna Gadt
4. Our God
muzyka i tekst: Chris Tomlin, Jesse Reeves, Jonas Myrin, Matt Redman; wykonanie: Olga Szomańska
5. O, Maryjo, nasa Pani
rumuński utwór ludowy, tekst: Krzysztof Czech; wykonanie: Hajlandery
6. Klęcząc w Ogrójcu
utwór ludowy; wykonanie: Adam Strug
7. In Christ Alone
muzyka i tekst: Keith Getty, Stuart Townend; wykonanie: Dagmara Melosik, Martyna Melosik
8. Forever
muzyka i tekst: Brian Johnson; wykonanie: Kasia Cerekwicka, Krzysztof Antkowiak
9. Hosanna
muzyka i tekst: Reuben Morgan; wykonanie: Beata Bednarz
10. Holy
muzyka i tekst: Donnie McClurkin; wykonanie: Mieczysław Szcześniak
11. How Great is Our God
muzyka i tekst: Chris Tomlin, Ed Cash, Jesse Reeves; wykonanie: Joshua Aaron, Andrzej Lampert, Wayne Ellington
12. Oceans
muzyka i tekst: Joel Houston, Matt Crocker, Salomon Lighthelm; wykonanie: Kuba Zaborski
13. Believer
muzyka i tekst: Anthony Williams; wykonanie: Sean Simmonds
14. Słudzy Pańscy, chwalcie Pana
muzyka i tekst: Psalm 113, Gabriela Gąsior, Wojciech Gąsior; wykonanie: Gabriela Gąsior
15. Błogosław, duszo moja, Pana
muzyka i tekst: Psalm 103, Piotr Nazaruk; wykonanie: TGD, Kuba Badach
16. Mighty to Save
muzyka i tekst: Ben Fielding, Reuben Morgan; wykonanie: Adam Krylik
17. Going Up Yonder
muzyka i tekst: Walter Hawkins; wykonanie: Wayne Ellington
18. Total Praise
muzyka i tekst: Richard Smallwood, Patsy Simms; wykonanie: Libera
19. My Soul Says Yes
muzyka i tekst: Damita Haddon, Deitrick Haddon; wykonanie: Kasia Wilk
20. This I Believe
wykonanie: cały zespół